# Pocieszne wykwintnisie
Pocieszne wykwintnisie (fr. Les Précieuses ridicules) – jednoaktowa satyra Moliera traktująca o paryskich „wykwintnisiach” – młodych dziewczętach lubujących się w romantycznych historiach, konwersacjach na tematy kultury i sztuki (o których tak naprawdę nie mają większego pojęcia), ceniących wszystko, co modne i „wykwintne”, zgodnie z nurtem kulturalnym i literackim „préciosité”.

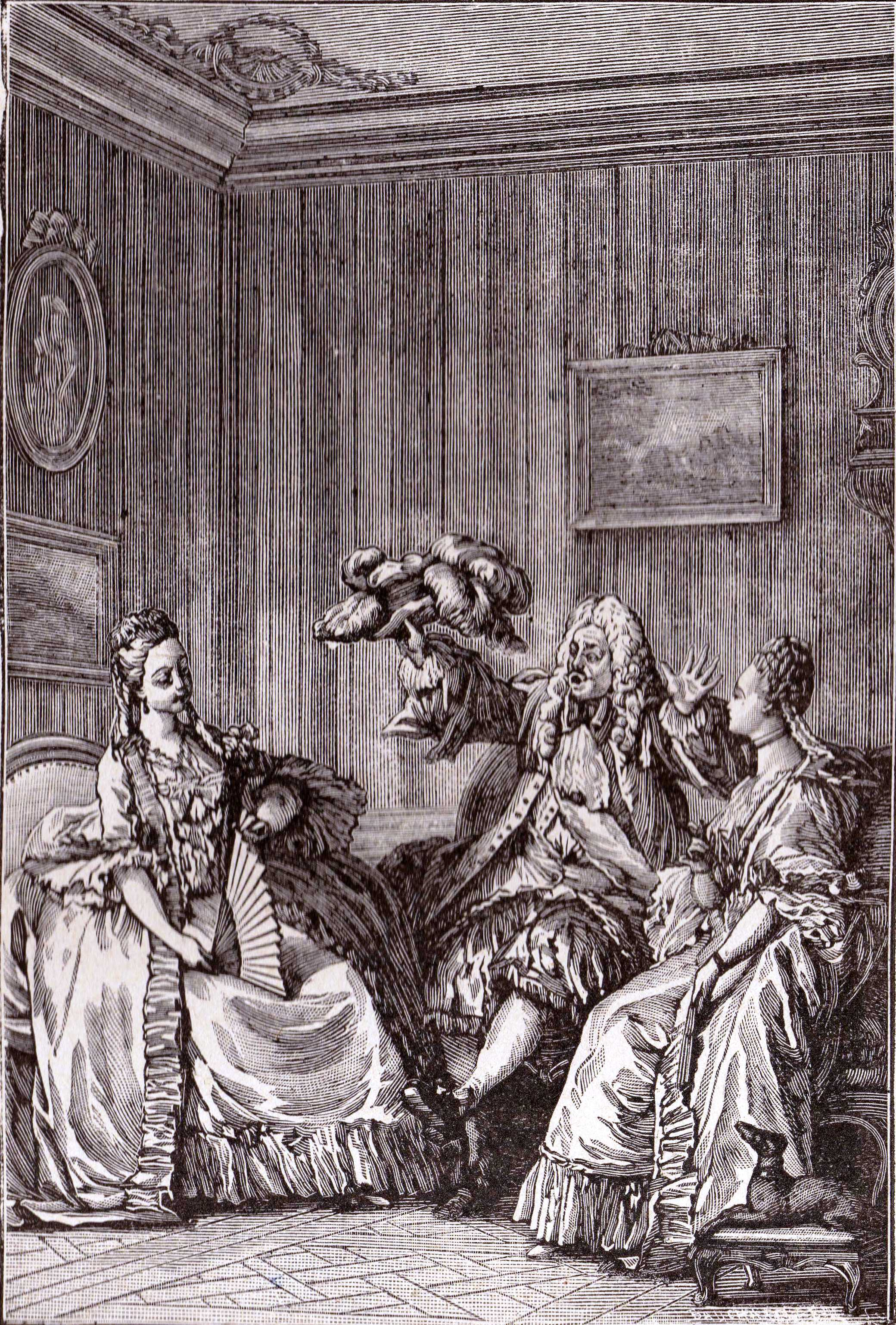
MASCARILLE: Que vous semble de ma petite oie? La trouvez-vous congruente à l’habit?
CATHOS: Tout à fait.
(Les Précieuses ridicules)
Rysunek Moreau młodszego.

Komedią tą, po raz pierwszy wystawioną w Théâtre du Petit-Bourbon 18 listopada 1659 roku, Molier zaskarbił sobie uznanie paryskiej publiczności. Była to pierwsza sztuka jego autorstwa wystawiona w stolicy Francji, po tym, jak wraz ze swoją trupą zdobył popularność na prowincji. „Wykwintnisie” zjednały mu również przychylność króla Ludwika XIV, co niezwykle pomogło mu w dalszej karierze, kiedy to zbyt czasami odważna krytyka konserwatyzmu i bigoterii paryskich mieszczan przysporzyła dramaturgowi licznych nieprzyjaciół.

## Treść
Tytułowe „wykwintnisie” to Magdelon i Cathos, dziewczęta przybyłe do Paryża z prowincji w poszukiwaniu miłości i zabawy. Akcja sztuki zaczyna się od rozmowy między dwoma odrzuconymi przez nie zalotnikami, La Grangem i Du Croisym, których to Gorgibus (ojciec Magdelon i wuj Cathos) wybrał na przyszłych małżonków córki i siostrzenicy. Młodzieńcy postanawiają pomścić hańbę, jakiej doznali od tytułowych bohaterek.
W kolejnych scenach w domu Gorgibusa pojawiają się kolejno Mascarille i Jodelet, podający się za wysoko postawionych arystokratów, utalentowanych artystów i członków paryskiej śmietanki towarzyskiej. Dziewczęta cieszą się ze swojego „sukcesu” i popularności wśród elity paryskiej, tymczasem do akcji wkraczają La Grange i Du Croisy, którzy obijają fałszywego „markiza” i „wicehrabiego” i wyjaśniają, że dwaj przybysze są tylko ich nieposłusznymi służącymi. Cel odrzuconych zalotników zostaje osiągnięty – dziewczęta wpadają w zastawioną pułapkę i zostają ukarane za próżność.

## Postaci
- La Grange i Du Croisy – odrzuceni zalotnicy
- Gorgibus – bogaty mieszczanin
- Magdelon – córka Gorgibusa
- Cathos – siostrzenica Gorgibusa
- Marotte i Almanzor – służba dwóch wykwintniś
- „Markiz” Mascarille – służący La Grange’a
- „Wicehrabia” (vicomte) Jodelet – służący Du Croisy’ego
- Dwóch tragarzy
- Sąsiedzi

## Pierwsza obsada
Pierwotnie rolę Mascarille’a grał sam Molier, w rolę zaś Magdelon wcielała się Madeleine Béjart, współzałożycielka trupy teatralnej Moliera.